# 2S4 Tyulpan
Il 2S4 Tyulpan (Russo: 2С4 «Тюльпан»; Italiano: Tulipano) è un pezzo d'artiglieria semovente sovietico da 240 mm, con una gittata massima di 9,650 m con proiettile normale e 20,000 m con munizionamento speciale semi-autopropulso. Secondo alcune fonti il mortaio può sparare anche munizionamento a testata nucleare della potenza di 0,1-2 kT, o a testata chimica. Introdotto in servizio nell'esercito sovietico durante il corso della guerra fredda, fu utilizzato durante la Guerra in Afghanistan (1979-1989), ed esportato in Cecoslovacchia ed Iraq, che lo ha utilizzato nel corso della guerra con l'Iran (1980-1988). Dopo la dissoluzione dell'Unione Sovietica fu immesso in servizio negli eserciti della Russia, che lo ha utilizzato durante la prima guerra cecena, e Kazakistan ed esportato in Libia e Siria. Dopo la rivoluzione di velluto che portò alla pacifica dissoluzione della Repubblica Cecoslovacca, il sistema da'arma fu brevemente immesso in servizio nell'esercito della Repubblica Ceca.

## Storia

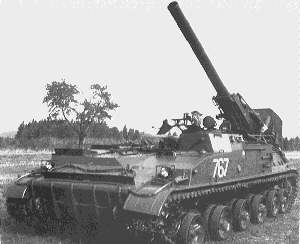
Un semovente 2S4 Tyulpan appartenente all'Armata Rossa.

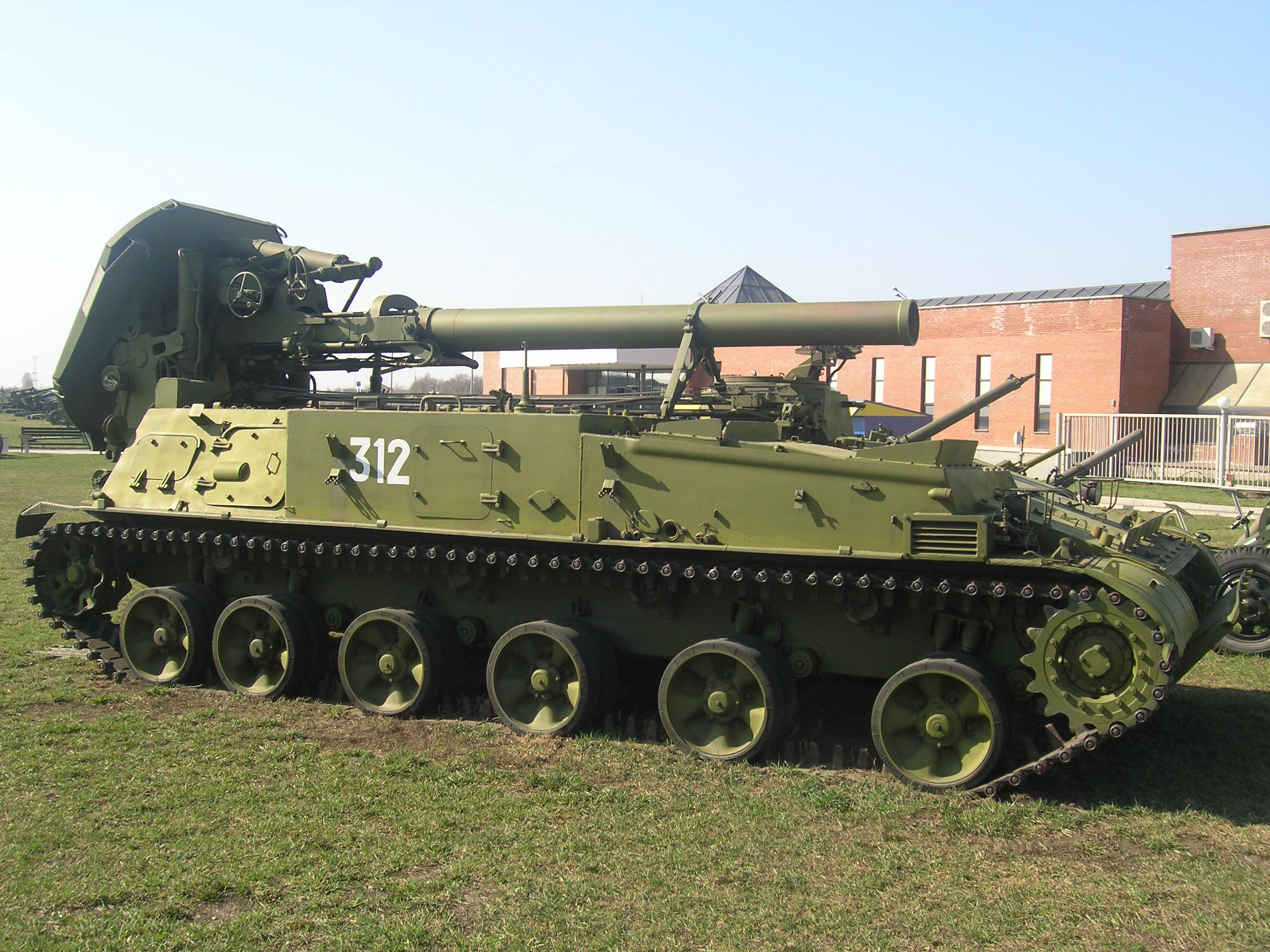
Un semovente 2S4 Tyulpan esposto presso il Museo Togliatti, Russia.

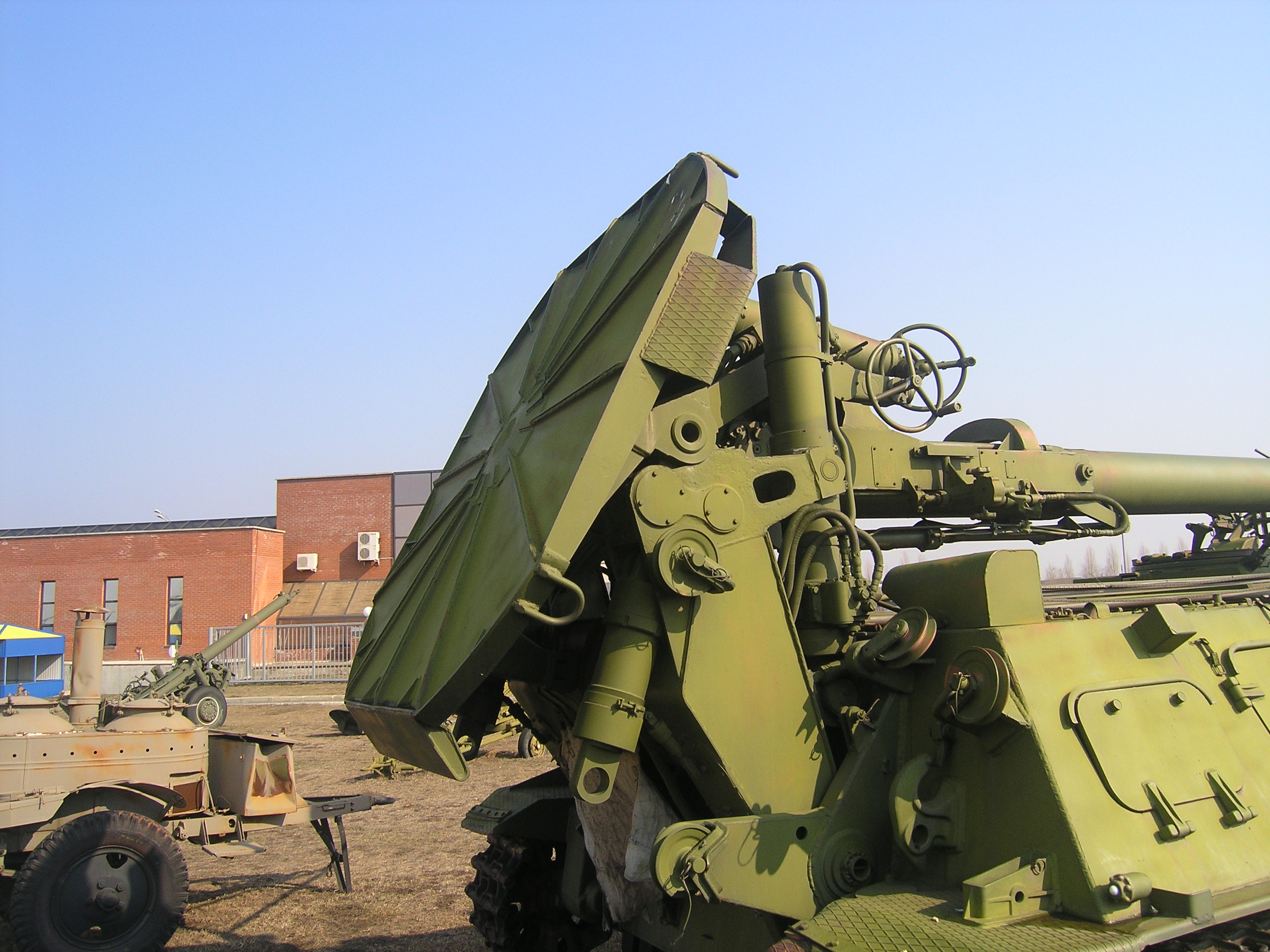
Parte posteriore di un semovente 2S4 Tyulpan.

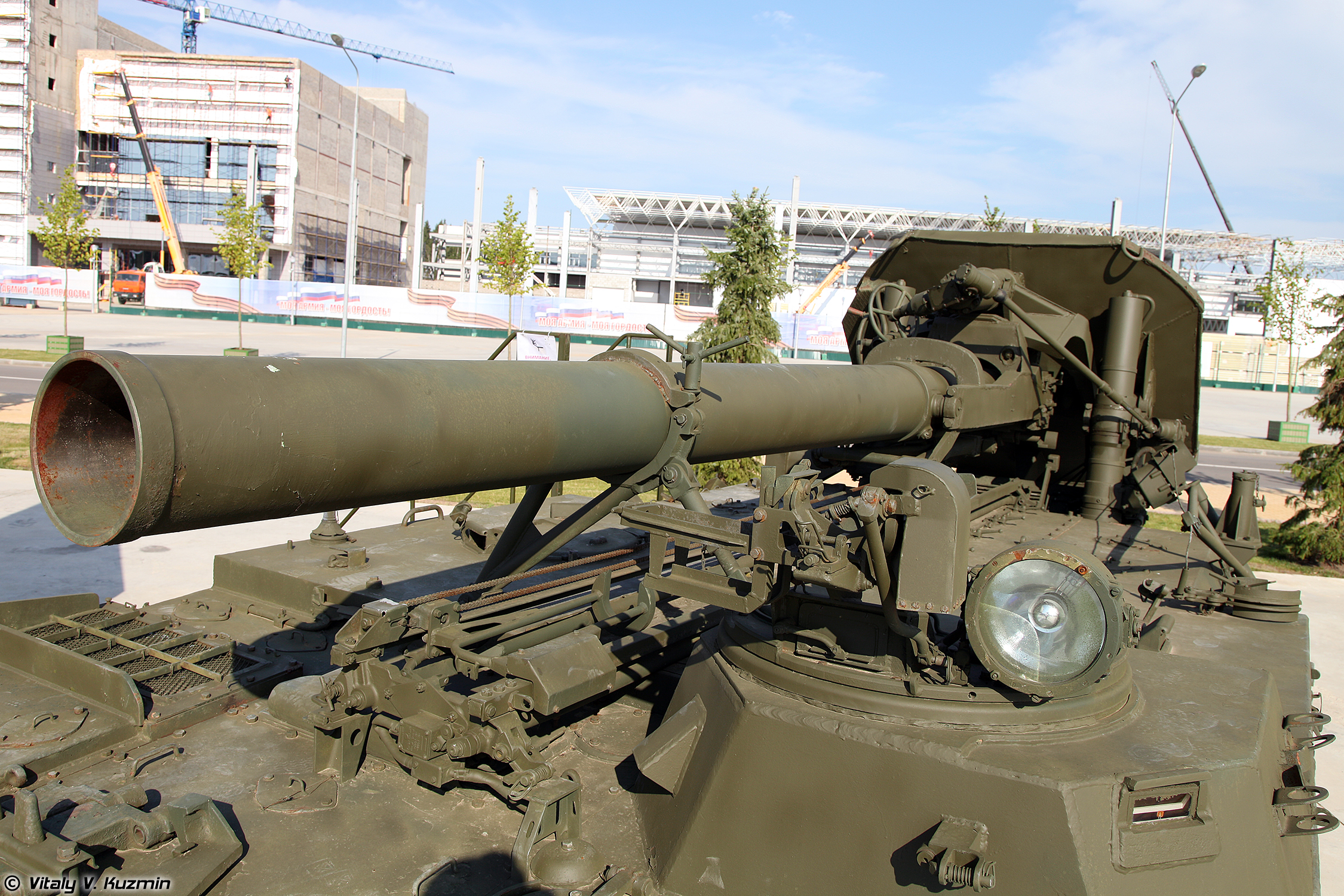
Vista particolare del mortaio 2B8 da 240 mm, notare la canna liscia.

Dopo le dimissioni da Segretario generale del PCUS di N.S. Krusciov, nell'Unione Sovietica riprese lo sviluppo dell'artiglieria semovente destinata all'Armata Rossa. Nel 1965 il Ministro della Difesa Rodion Jakovlevič Malinovskij approvò il programma per lo sviluppo dell'artiglieria, che prevedeva la realizzazione di batterie d’artiglieria composte da veicoli comando e mezzi semoventi. Nel 1966 OKB-3 della Uraltransmaš, sotto la guida del capo progettista Yuriy V. Tomashov, iniziò lo sviluppo di un nuovo mortaio pesante semovente, realizzato montando un mortaio Shavyrin 2B8 da 240 mm su scafo GM-300. Il lavoro di adattamento del mortaio allo scafo fu realizzato da Yuriy N. Kalachnikov appartenente al Perm' Machine Zavod di Perm'.
Il nuovo sistema d’arma fu approvato definitivamente nel 1967 con la risoluzione n. 609-201 del Comitato centrale del PCUS e del Consiglio dei ministri emessa il 4 luglio. I primi tre prototipi, identificati con la sigla Izdeliye 307, vennero completati tra il maggio e il giugno 1969, e i test di fabbrica terminarono il 20 ottobre quando i prototipi furono inviati ad un poligono per effettuare le sperimentazioni di tiro reale. La sperimentazione terminò nel 1971, ed il messo fu adottato dall’esercito sovietico con la designazione di 2S4 Tyulpan, per essere assegnato alla divisioni di artiglieria della riserva del comando supremo, in sostituzione dei mortai trainati M-240 da 240 mm. 
La produzione in serie del semovente 2S4 è iniziata nel 1972 presso l'Uraltransmaš di Ekaterinburg, al costo per veicolo di 210.000 rubli dell’epoca, mentre la produzione del mortaio Shavyrin 2B8 fu portata avanti dall'impianto di Perm', intitolato a V.I. Lenin. La produzione del semovente 2S4 è continuata fino al 1988, e in soli 17 anni di produzione ne sono stati realizzati 588 esemplari.

## Tecnica
Il nuovo semovente d'artiglieria, aveva la velocità e la potenza di fuoco come elementi prevalenti nella progettazione. Il cannone era montato esternamente, sulla parte posteriore dello scafo interamente costruito in acciaio saldato, con solo un piccolo scudo, posto davanti alla postazione del puntatore, come difesa passiva. Durante la marcia gli addetti trovavano posto all'interno di un vano posto in posizione centro-posteriore, ed accessibile tramite un portello posizionato sul retro dello scafo. Tale vano, con pareti spesse 15 mm, protegge l'equipaggio dal fuoco delle armi leggere, e dalle schegge dovute all'esplosione di granate. Il conducente, posizionato sulla sinistra della parte anteriore dello scafo, dispone per la visione esterna di due iposcopi diurni, o di uno diurno e uno notturno. Il capopezzo è posizionato in una sovrastruttura, posta subito dietro il conduttore, dotata di cupola armata con mitragliatrice PKT da 7,62 mm azionabile dall'interno, tramite telecomando. Il munizionamento disponibile per la mitragliatrice è pari a 1.500 colpi.
Sulla parte destra dello scafo era ricavato il vano motore, dove trovava posto un diesel sovralimentato,  V-59 a 12 cilindri, raffreddati a liquido, erogante la potenza di 520 CV (388 kW, accoppiato ad una trasmissione manuale. La velocità massima raggiungibile su strada era di 62 km/h, l'autonomia era pari a 500 km, ed il mezzo disponeva di una capacità di guado senza preparazione di 1 m. La pendenza massima superabile era del 60%, e il veicolo poteva superare trincee di 3 m e ostacoli verticali di 0,7 m.
Il mortaio a canna liscia 2B8 in calibro 240 mm, montato esternamente sulla parte posteriore dello scafo, dispone di una elevazione da +5° a +80° e di un movimento in azimuth di 10° sia verso destra che verso sinistra. La gittata massima raggiungibile varia da un minimo di 800 m, ad un massimo di 9,650 km con munizionamento HE a frammentazione 3OF-864 da 130 kg, e di 18 km con impiego di una granata semi-autopropulsa da 228 kg. Il rateo di tiro è pari ad 1 colpo al minuto.
Il mortaio, che in configurazione di marcia e posto orizzontalmente sopra il tetto dello scafo, viene posizionato per il tiro tramite un sistema idraulico, posto nella parte posteriore del veicolo, che posiziona la piastra della bocca da fuoco sul terreno.  Il munizionamento di pronto impiego, pari a 40 colpi ordinari o 20 semi-autopropulse, è posizionato in due cassoni corazzati sistemati su entrambi i lati dello scafo, e il caricamento è completamente automatizzato.
Il semovente dispone di completa protezione per operare in ambiente NBC.

## Impiego operativo

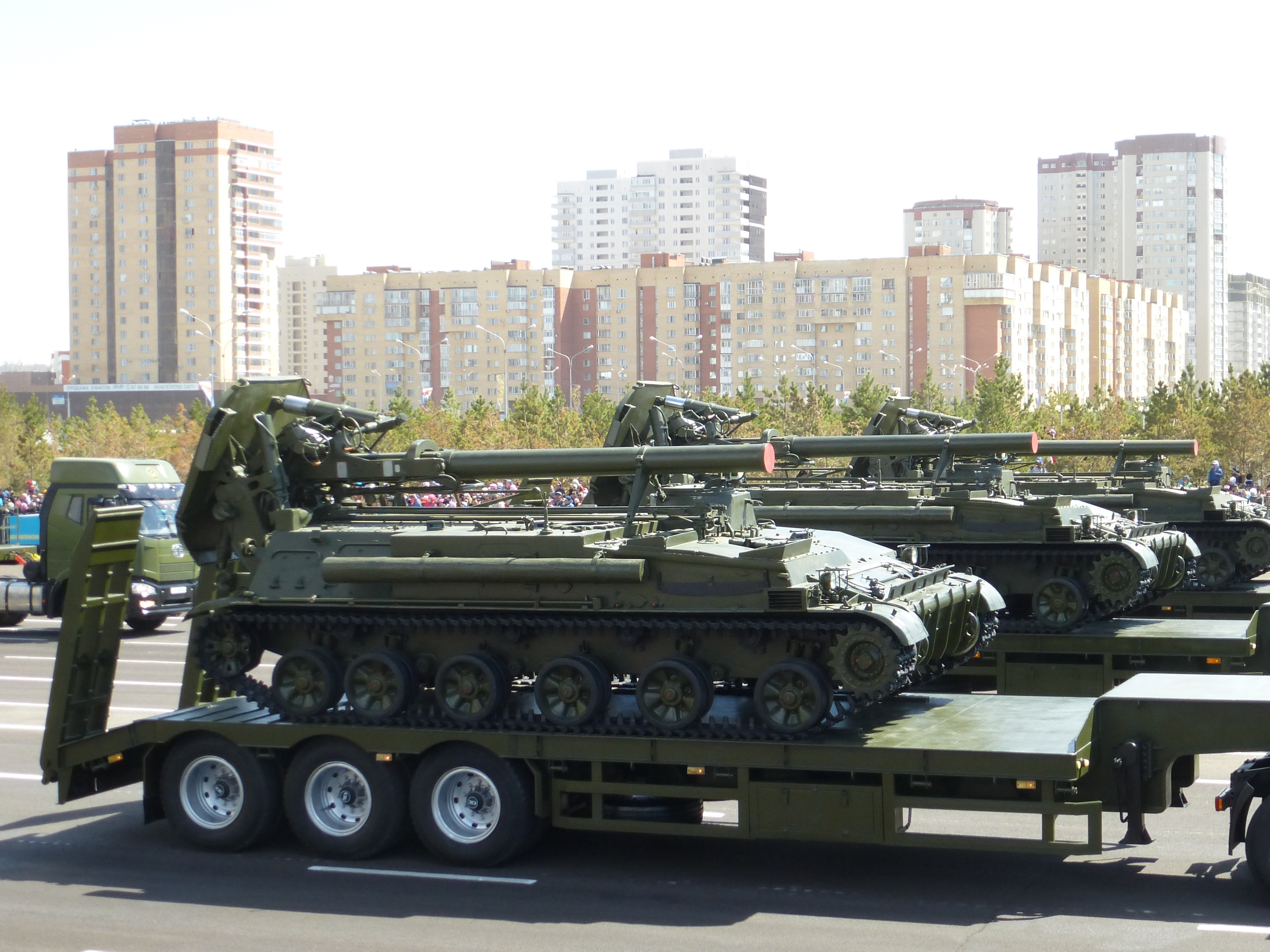
Semoventi d'artiglieria 2S4 Tyulpan dell'esercito Kazakistan sfilano a bordo di semirimorchi, durante la parata militare tenutasi a Astana nel 2017

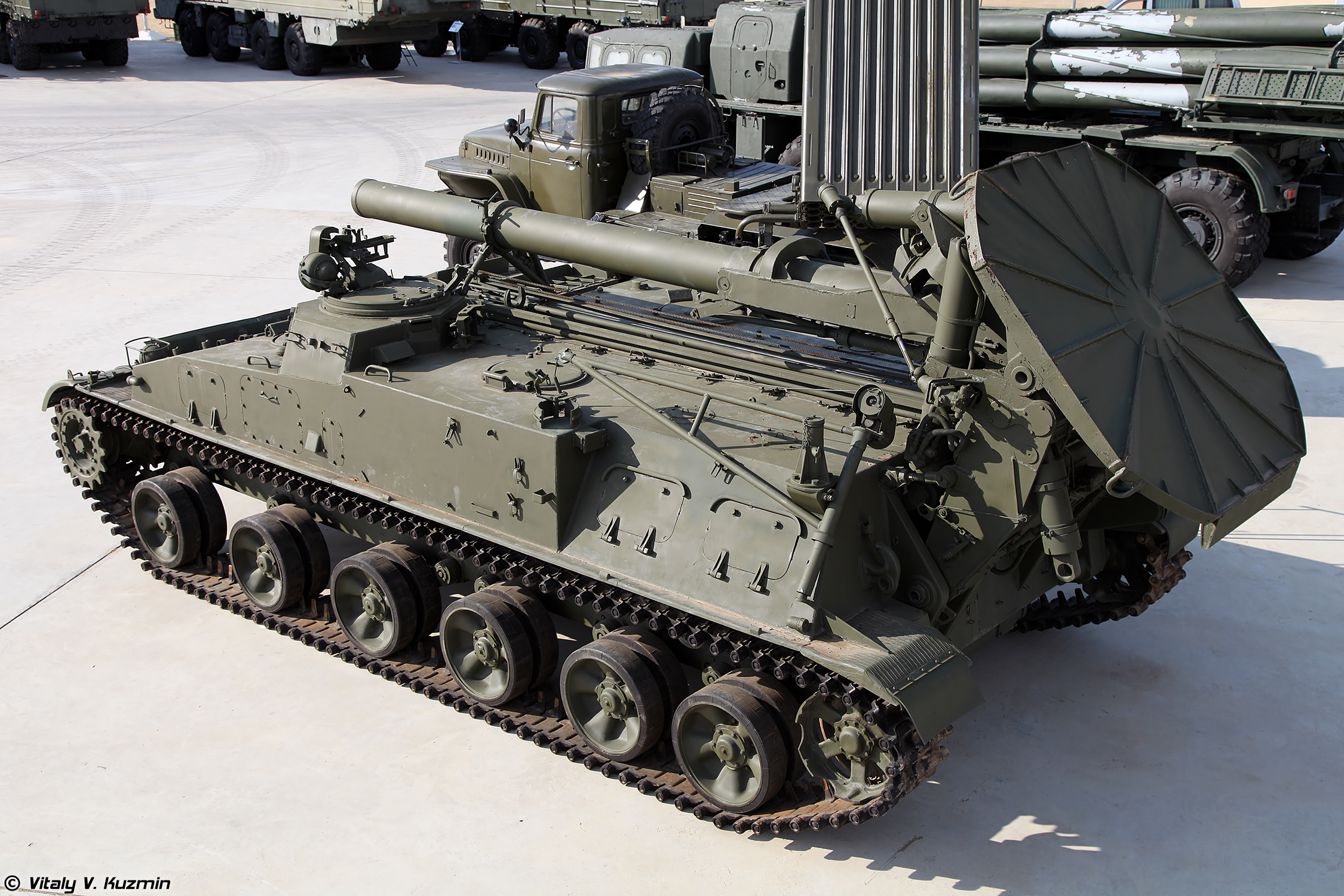
Un semovente 2S4 Tyulpan in attesa di modernizzazione presso la Uraltransmash Zavod.

La produzione del 2S4 Tyulpan terminò nel 1988, e fu conosciuto negli Stati Uniti con la denominazione di M1975, ed in primo impiego bellico da parte dell'esercito sovietico avvenne durante la guerra in Afghanistan. I primi esemplari vennero esportati nel 1983, quando dieci esemplari vennero consegnati all'esercito iracheno, allora impegnato pienamente nella lunga guerra con l'Iran. Nel 1988 otto mortai furono consegnati all'Esercito popolare cecoslovacco, nell'ambito della guerra fredda. Ulteriori esportazioni si ebbero in Libia e Siria, che ricevette 24 veicoli assegnati alla 3ª, 4ª e 10ª Divisione corazzata, e alla 14ª Divisione aerotrasportata della forze speciali. In seguito sono stati trasferito alla Compagnie paramilitari di difesa siriane, ed impiegati nel corso della guerra civile. Nel 1990 l'esercito sovietico ne schierava al di qua della catena degli Urali 66 esemplari, e alcuni di essi vennero impiegati dall'esercito russo nel corso della prima guerra cecena (1994-1996).
Trasferiti in seguito alla riserva ed immagazzinati in vari depositi, a partire dal 2016 è stato avviato un piano di ammodernamento a cura della Uraltransmash Zavod, una consociata di Uralvagonzavod in previsione della riattivazione del sistema d'arma. Una parte dei 430 semoventi 2S4 Tyulpan è stata aggiornata con l'introduzione di nuovi sistemi di bordo e di comunicazione.
È stato riferito che il Tyulpan potrebbe essere stato utilizzato dall'esercito siriano durante l'offensiva di Homs del 2012. Tuttavia, altri rapporti suggeriscono che al suo posto sarebbero stati utilizzati i mortai trainati da 240 mm M240. Gli osservatori dell'OSCE, monitorando i movimenti dell'armamento nella guerra del Donbass con un drone, individuarono un 2S4 nel territorio sotto il controllo della Repubblica Popolare di Doneck il 4 luglio 2015. Nel maggio 2022, i 2S4 Tyulpan furono segnalati come utilizzati nell'invasione dell'Ucraina del 2022, con 54 unità che sarebbero state distrutte dalle forze armate ucraine entro ottobre 2024, secondo quanto documentato dal sito web di ricerca OSINT Oryx.

## Paesi utilizzatori

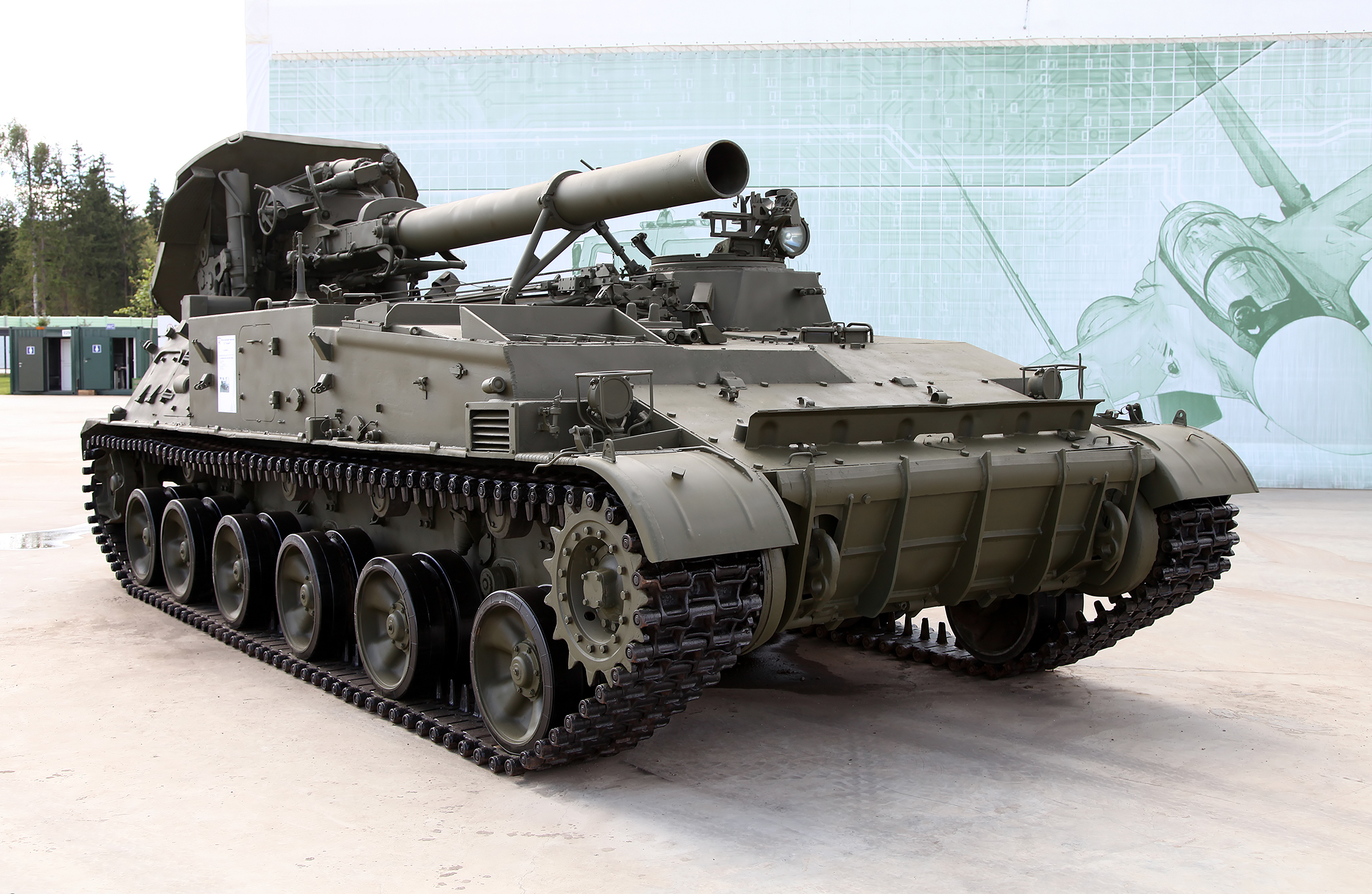
Un semovente 2S4 Tyulpan esposto in posizione di marcia.

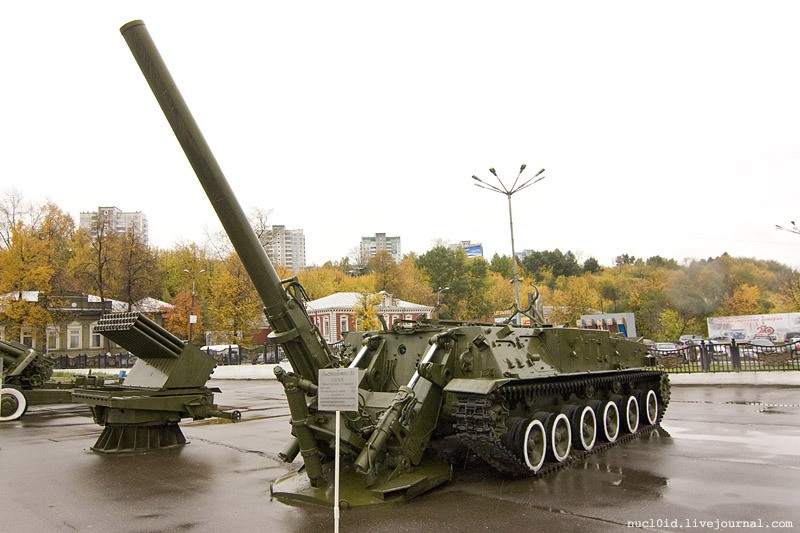
Un semovente 2S4 Tyulpan con il mortaio 2B8 da 240 mm in posizione di sparo, esposto presso il Motovilicha Plants Museum di Perm'.

- Cecoslovacchia: 8 esemplari consegnati tra il 1985, e radiati dopo la rivoluzione di velluto che porto alla dissoluzione della Repubblica Cecoslovacca.
- Rep. Ceca: qualche esemplare ex cecoslovacco immesso temporaneamente in servizio nell’esercito ceco.
- Iraq: 10 esemplari forniti nel 1983 ed utilizzati nella guerra con Iran.
- Kazakistan: due esemplari, ma il numero potrebbe non essere corretto, immessi brevemente in servizio nel 1991, dopo la dissoluzione dell’Unione Sovietica.
- Libia: un certo numero di esemplari forniti all’inizio degli anni duemila
- Russia: 10 esemplari in servizio attivo, e 410 esemplari posti in riserva, nel 2016.[13]
- Siria: 24 veicoli assegnati alla 3ª, 4ª e 10ª Divisione corazzata, e alla 14ª Divisione aerotrasportata forze speciali. In seguito sono stati trasferito alla Compagnie paramilitari di difesa siriane, ed impiegati nel corso della guerra civile.
- Unione Sovietica

## Video
- 2S4 Tyulpan 240 mm self-propelled mortar carrier used by Syrian armed forces against Homs, su youtube.com.
- The Soviet 2S4 Tyulpan Self-Propelled Mortar Took Part in Drills, su youtube.com.

### Annotazioni
1. ↑  Tale scafo era utilizzato anche dai semoventi d’artiglieria 2S3 e 2S5, e dal semovente missilistico contraereo SA-4 Ganef.

### Fonti
1. ↑  Po 2001, p. 26.
2. 1 2 3 4 5 6 7  Military Today.
3. 1 2 3 4 5 6  Po 2001, p. 27.
4. 1 2 3 4 5 6 7  Army Recognition.
5. 1 2 3 4 5 6 7  Po 2001, p. 29.
6. ↑  (EN) David Isby, Russia’s War in Afghanistan, Bloomsbury Publishing, 20 febbraio 2013,  pp. 26-27, ISBN 978-1-4728-0179-1. URL consultato il 18 ottobre 2024.
7. ↑   War in Chechnya - 1999, news archive, su web.archive.org, 9 dicembre 2001. URL consultato il 18 ottobre 2024 (archiviato dall'url originale il 9 dicembre 2001).
8. 1 2  Defence blog.
9. ↑   Syria's Assad is hitting Homs with the heaviest mortars in the world (video) - CSMonitor.com, su web.archive.org, 23 febbraio 2012. URL consultato il 18 ottobre 2024 (archiviato dall'url originale il 23 febbraio 2012).
10. ↑   The largest-caliber mortar system in the world is shelling cities in Syria and Ukraine (2/2) | Offiziere.ch, su web.archive.org, 16 luglio 2018. URL consultato il 18 ottobre 2024 (archiviato dall'url originale il 16 luglio 2018).
11. ↑   Latest from OSCE Special Monitoring Mission (SMM) to Ukraine based on information received as of 19:30 (Kyiv time), 5 July 2015 | OSCE, su web.archive.org, 7 luglio 2015. URL consultato il 18 ottobre 2024 (archiviato dall'url originale il 7 luglio 2015).
12. ↑   Oryx, Attack On Europe: Documenting Russian Equipment Losses During The Russian Invasion Of Ukraine, su Oryx. URL consultato il 18 ottobre 2024.
13. ↑   Units of the Russian Defence Ministry receive 2S4 Tulpan modernized self-propelled mortars: Ministry of Defence of the Russian Federation, su eng.mil.ru. URL consultato il 7 gennaio 2018 (archiviato dall'url originale il 17 novembre 2017).